# Heteropogon patruelis
Heteropogon patruelis är en tvåvingeart som först beskrevs av Daniel William Coquillett 1893.  Heteropogon patruelis ingår i släktet Heteropogon och familjen rovflugor. Inga underarter finns listade i Catalogue of Life.